# Тейлор-Джой, Аня
Аня Джо́зефин Мари Те́йлор-Джой (англ. Anya Josephine Marie Taylor-Joy; род. 16 апреля 1996, Майами, Флорида) — американо-британская актриса и модель. Обладательница премии «Золотой глобус» в категории «Лучшая актриса в мини-сериале или телевизионном фильме» и премии Американской Гильдии киноактёров в вышеупомянутой категории, а также номинантка на премию BAFTA в категории «Восходящая звезда» и премию «Эмми» в категории «Лучшая женская роль в мини-сериале или фильме».

## Биография
Аня Тейлор-Джой родилась в Майами, Флорида, США в семье Денниса Алана Тейлора, OBE, бывшего банкира, и Дженнифер Марины Джой, психолога. Она говорит, что её рождение в Майами было «случайностью», поскольку её родители в то время отдыхали в городе; из-за места рождения она имеет американское гражданство в соответствии с законом о гражданстве. Актриса свободно говорит как на испанском, так и на английском языках.
Её отец — аргентинец английского и шотландского происхождения, сын британского отца и англо-аргентинской матери. Мать родилась в Замбии у английского дипломата Дэвида Джоя и испанской матери из Барселоны. Тейлор-Джой младшая из шести братьев и сестёр, четверо из которых — от предыдущего брака отца.
Тейлор-Джой жила со своей семьёй в Буэнос-Айресе и посещала школу Northlands School до шести лет, когда семья переехала в район Виктория в Лондоне. Переезд стал для Тейлор-Джой «травматичным опытом», она отказалась учить английский язык в надежде вернуться в Аргентину. Образование актриса получила в школе Hill House и посещала школу Queen’s Gate, участвуя в школьных постановках. Тейлор-Джой бросила школу в возрасте 16 лет, назвав причиной этого издевательства со стороны своих одноклассников. Она вспоминала:
В Аргентине всё зеленое, и повсюду были лошади и животные. Внезапно я оказалась в большом городе и не знала языка. Я не чувствовала, что вписываюсь куда-то. Я была слишком англичанкой, чтобы быть аргентинкой, слишком аргентинкой, чтобы быть англичанкой, слишком американкой, чтобы быть кем-то ещё. Дети просто не понимали меня ни в какой форме. Меня часто запирали в шкафчиках. В школе я проводила много времени, плача в туалетах.
Аня Тейлор-Джой занималась танцами, изучая балет до 15 лет. В 17 лет она была замечена основателем компании Storm Management Сарой Дукас в качестве модели, когда выгуливала свою собаку возле универмага Harrods в Лондоне. Затем начала карьеру в кинематографе.
С 2022 года актриса замужем, её супруг — музыкант Малькольм Макрей.

## Карьера

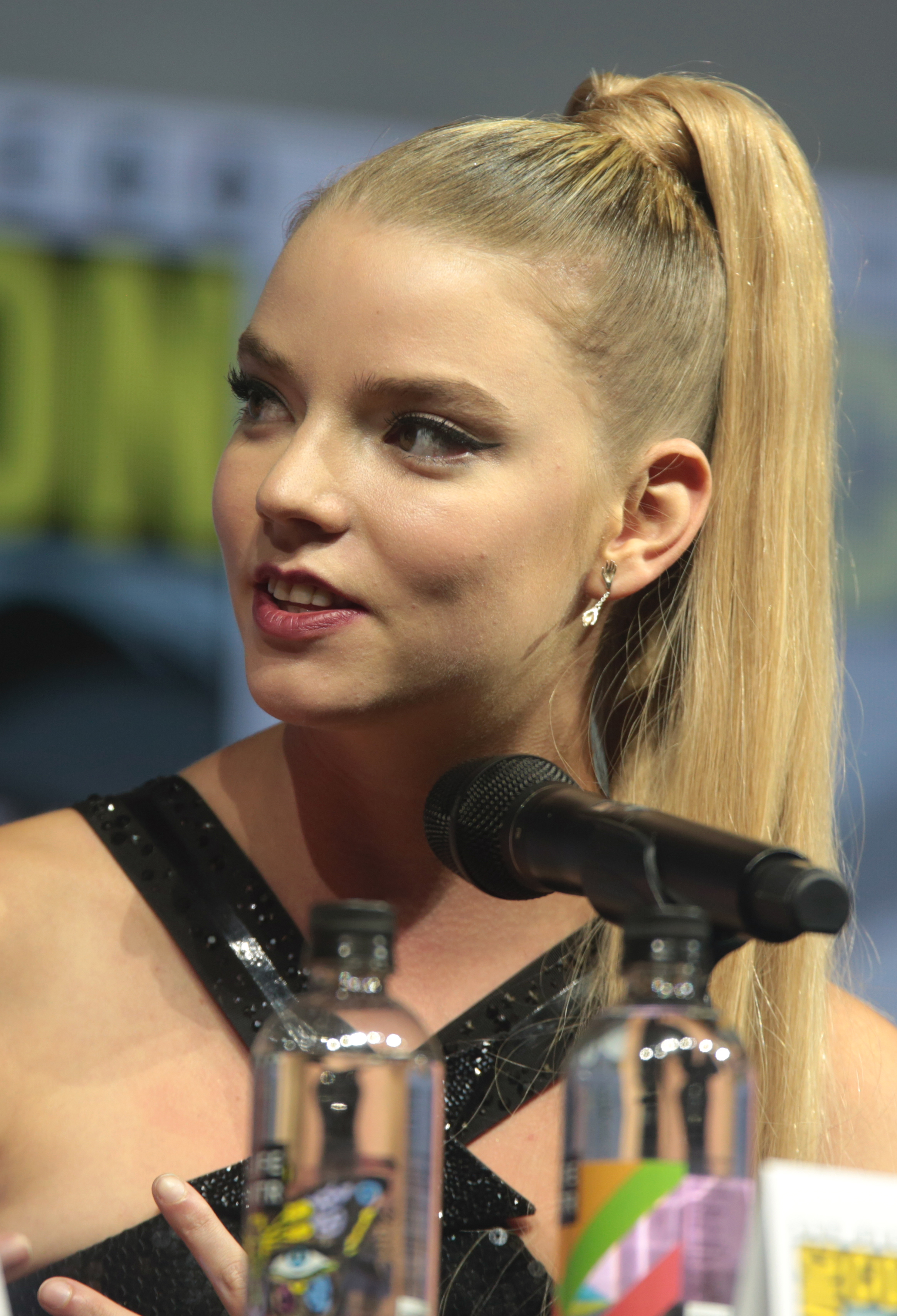
Тейлор-Джой на San Diego Comic-Con 2018

Впервые Тейлор-Джой посетила кастинг в 2013 году. Это были пробы для фильма «Малефисента», которые актриса провалила. В интервью она призналась, что из-за отказа впала в депрессию и разочаровалась в индустрии. Роль получила актриса Элла Пернелл, а Аня дебютировала с ролью в сериале «Индевор». Также роль Ани Тейлор-Джой в её первом фильме полностью вырезали на этапе окончательного монтажа и не указали в титрах. Это была комедия «Академия вампиров». Известность актриса получила благодаря главной роли в фильме Роберта Эггерса «Ведьма» 2015 года. В 2016 году сыграла ведущие роли в научно-фантастическом фильме «Морган», драме «Барри», а также в коммерчески успешном триллере «Сплит» режиссёра М. Найт Шьямалана. В этом же году она появилась в музыкальном видео на ремикс Скриллекса на песню Good Times Ahead «Red Lips».

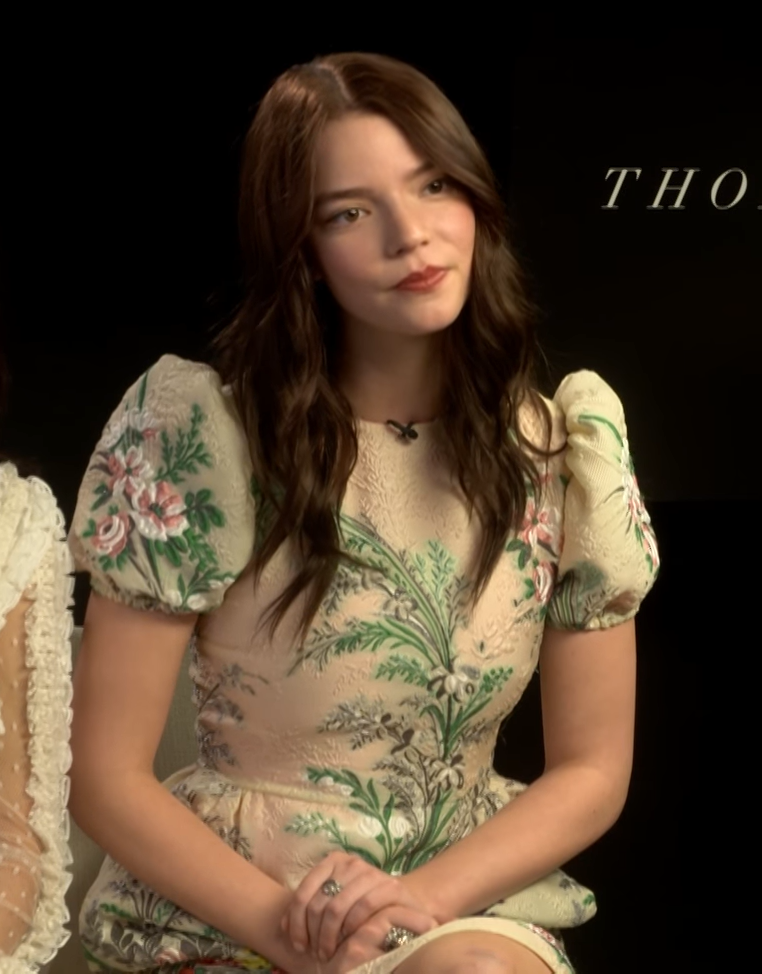
На интервью для промо-кампании «Чистокровных» в 2018 году

В 2017 году Аня появилась в фильме «Чистокровные». Следующим её фильмом стал хоррор «Обитель теней», вышедший в том же году. За эту роль она получила премию Лондонского кружка кинокритиков в категории «Молодой британский или ирландский исполнитель года». Также в 2017 году она была номинирована на премию BAFTA в категории «Восходящая звезда» и стала лауреатом премии «Открытие года» профессионального жюри Каннского кинофестиваля 2017 года. В декабре 2017 года Тейлор-Джой сыграла в мини-сериале «Миниатюрист».
Тейлор-Джой вернулась к роли Кейси Кук в психологическом супергеройском фильме «Стекло» 2019 года, заключительном фильме трилогии «Неуязвимый», в котором она сыграла вместе с Джеймсом МакЭвоем, Сэмюэлем Л. Джексоном и Сарой Полсон. Следующие два её фильма — «Playmobil фильм: Через вселенные» и «Опасный элемент» — оказались коммерчески провальными. Также она озвучила Брею в анимационном сериале Netflix «Тёмный кристалл: Эпоха сопротивления» и сыграла Джину Грей в сериале «Острые козырьки».
В 2020 году Тейлор-Джой сыграла Эмму Вудхаус в фильме «Эмма», снятом режиссёром Отем де Уайлд по сценарию Элеоноры Каттон, основанном на одноимённом романе Джейн Остин. Также она сыграла Ульяну Распутину в американском супергеройском фильме «Новые мутанты», который поначалу должен был выйти ещё в апреле 2018 года, но несколько раз был перенесён и вышел в итоге во время пандемии COVID-19. В этом же году на стриминговой платформе Netflix вышел мини-сериал «Ход королевы», где Тейлор-Джой сыграла роль гениальной шахматистки Элизабет Хармон. Проект стал самым популярным мини-сериалом в истории Netflix: за первые четыре недели его посмотрели 62 млн человек. За эту роль Тейлор-Джой получила ряд наград, включая «Золотой глобус», премию Гильдии киноактёров США и премию «Выбор телевизионных критиков». Затем Тейлор-Джой сыграла в драматическом фильме «Дублинские дебоширы» режиссёра Оуэна Маккена. В 2021 году она сыграла в психологическом триллере Эдгара Райта «Прошлой ночью в Сохо». В этом фильме она исполнила версию песни Петулы Кларк «Downtown»: музыкальное видео, в котором Тейлор-Джой исполняет эту песню в студии звукозаписи, было выпущено одновременно с выпуском фильма. Эта запись принесла актрисе номинацию на премию «Hollywood Music in Media Awards» в категории «Song – Onscreen Performance».
В 2022 году актриса снова объединилась с Робертом Эггерсом для роли в историческом эпосе «Варяг», который описывали как «сагу о мести викингов, действие которой происходит в Исландии на рубеже 10-го века». Фильм был выпущен в апреле 2022 года и получил положительные отзывы критиков. Она также появилась в исторической комедии Дэвида О. Рассела «Амстердам», которая получила плохие отзывы и провалилась в прокате. В следующем месяце был выпущен фильм Марка Майлода «Меню», в котором Тейлор-Джой снялась вместе с Николасом Холтом и Рэйфом Файнсом. Фильм получил в основном положительные отзывы, а её игра принесла ей номинацию на премию «Золотой глобус».
Тейлор-Джой озвучила принцессу Пич в анимационном фильме «Братья Супер Марио в кино». 2024 год для актрисы начался с эпизодической роли Алии Атрейдес в фильме Дени Вильнёва «Дюна: Часть вторая». Первоначально кастинг держался в секрете и не был объявлен публично, пока она не появилась на красной дорожке на лондонской премьере фильма. Также она сыграла главную роль в боевике Джорджа Миллера «Фуриоса: Хроники Безумного Макса», приквеле к вышедшему в 2015 году «Безумному Максу: Дорога ярости». Тейлор-Джой заявила, что работа над фильмом стала для нее неприятным рабочим процессом: «Я никогда не была так одинока, как во время съемок этого фильма... Я не хочу вдаваться в подробности, но все, что, как я думала, будет легким, оказалось трудным».
5 января 2025 года Аня Тейлор Джой стала одной из ведущих церемонии награждения премией Золотой глобус.
В 2025 году она снялась вместе с Майлзом Теллером в романтическом боевике Скотта Дерриксона «Ущелье», который вышел на Apple TV+. Следующей её работой станет роль в комедийном боевике «Жертвоприношение» с Крисом Эвансом. 
Кроме того она исполнит главную роль в лимитированном сериале под названием «Счастливица».

## Фильмография
| Год       |    | Русское название                     | Оригинальное название               | Роль                      |
| --------- | -- | ------------------------------------ | ----------------------------------- | ------------------------- |
| 2013      | с  | Индевор                              | Endeavour                           | Филиппа Коллинс-Дэвидсон  |
| 2014      | ф  | Академия вампиров                    | Vampire Academy                     | Девушка                   |
| 2015      | ф  | Ведьма                               | The Witch                           | Томасин                   |
| 2015      | тф | Приключения викингов                 | Viking Quest                        | Мани                      |
| 2015      | с  | Атлантида                            | Atlantis                            | Кассандра                 |
| 2016      | ф  | Морган                               | Morgan                              | Морган                    |
| 2016      | ф  | Барри                                | Barry                               | Шарлотта                  |
| 2016      | ф  | Сплит                                | Split                               | Кейси Кук                 |
| 2017      | ф  | Чистокровные                         | Thoroughbreds                       | Лили Рейнольдс            |
| 2017      | ф  | Обитель теней                        | Marrowbone                          | Элли                      |
| 2017      | с  | Миниатюрист                          | The Miniaturist                     | Петронэлла Брандт         |
| 2019      | ф  | Стекло                               | The Glass                           | Кейси Кук                 |
| 2019      | мф | Playmobil фильм: Через вселенные     | Playmobil: The Movie                | Марла Бреннер             |
| 2019—2022 | с  | Острые козырьки                      | Peaky Blinders                      | Джина Грей                |
| 2019      | мс | Тёмный кристалл: Эпоха сопротивления | The Dark Crystal: Age of Resistance | Брея                      |
| 2019      | ф  | Опасный элемент                      | Radioactive                         | Ирен Кюри                 |
| 2020      | ф  | Эмма                                 | Emma                                | Эмма Вудхаус              |
| 2020      | ф  | Дублинские дебоширы                  | Here Are the Young Men              | Джен                      |
| 2020      | ф  | Новые мутанты                        | X-Men: The New Mutants              | Ульяна Распутина / Мэджик |
| 2020      | с  | Ход королевы                         | The Queen's Gambit                  | Бет Хармон                |
| 2021      | ф  | Прошлой ночью в Сохо                 | Last Night in Soho                  | Сэнди                     |
| 2022      | ф  | Варяг                                | The Northman                        | Ольга                     |
| 2022      | ф  | Меню                                 | The Menu                            | Марго                     |
| 2022      | ф  | Амстердам                            | Amsterdam                           | Либби Возе                |
| 2023      | мф | Братья Супер Марио в кино            | The Super Mario Bros. Movie         | Принцесса Пич             |
| 2024      | ф  | Дюна: Часть вторая                   | Dune: Part Two                      | Алия Атрейдес             |
| 2024      | ф  | Фуриоса: Хроники Безумного Макса     | The Furiosa                         | Фуриоса                   |
| 2025      | ф  | Ущелье                               | The Gorge                           | Драса                     |
| 2025      | ф  | Жертвоприношение                     | Sacrifice                           | Джоан                     |
| 2026      | ф  | Мир Супер Марио                      | Super Mario World                   | Принцесса Пич             |
| 2026      | с  | Счастливица                          | Lucky                               | Лаки                      |

## Награды и номинации
| Премия                                                    | Год  | Фильм                  | Категория                                                            | Результат |
| --------------------------------------------------------- | ---- | ---------------------- | -------------------------------------------------------------------- | --------- |
| Готэм                                                     | 2016 | «Ведьма»               | Актерский прорыв                                                     | Победа    |
| Сатурн                                                    | 2017 | «Ведьма»               | Лучший молодой актер или актриса                                     | Номинация |
| Империя                                                   | 2017 | «Ведьма»               | Лучший женский дебют                                                 | Победа    |
| Каннский кинофестиваль                                    | 2017 |                        | Открытие года                                                        | Победа    |
| BAFTA                                                     | 2017 |                        | Восходящая звезда                                                    | Номинация |
| Спутник                                                   | 2021 | «Эмма»                 | Лучшая женская роль — комедия или мюзикл                             | Номинация |
| Золотой глобус                                            | 2021 | «Эмма»                 |                                                                      |           |
| Золотой глобус                                            | 2021 | «Эмма»                 | Лучшая женская роль — комедия или мюзикл                             | Номинация |
| Золотой глобус                                            | 2021 | «Ход королевы»         | Лучшая женская роль — мини-сериал или телефильм                      | Победа    |
| Премия IGN                                                | 2020 | «Ход королевы»         | Лучшая актёрская игра в драматическом телесериале                    | Номинация |
| Премия Австралийской академии кинематографа и телевидения | 2021 | «Ход королевы»         | Лучшая женская роль в сериале                                        | Победа    |
| Выбор телевизионных критиков                              | 2021 | «Ход королевы»         | Лучшая женская роль в фильме или мини-сериале                        | Победа    |
| Премия Гильдии киноактёров США                            | 2021 | «Ход королевы»         | Лучшая женская роль в телефильме или мини-сериале                    | Победа    |
| Спутник                                                   | 2021 | «Ход королевы»         | Лучшая женская роль — мини-сериал или телефильм                      | Номинация |
| Кинонаграды MTV                                           | 2021 | «Ход королевы»         | Лучшее исполнение в сериале                                          | Номинация |
| Телевизионная премия Ассоциации Голливудских критиков     | 2021 | «Ход королевы»         | Лучшая женская роль в мини-сериале, сериале-антологии или телефильме | Победа    |
| Премия Ассоциации телевизионных критиков                  | 2021 | «Ход королевы»         | Индивидуальные достижения в драме                                    | Номинация |
| Эмми                                                      | 2021 | «Ход королевы»         | Лучшая женская роль — мини-сериал или фильм                          | Номинация |
| Выбор критиков                                            | 2022 | «Прошлой ночью в Сохо» | Лучшая женская роль в хоррор-фильме                                  | Номинация |
| Золотой глобус                                            | 2023 | «Меню»                 | Лучшая женская роль — комедия или мюзикл                             | Номинация |

## Клипы
- 2015 — Good Times Ahead[англ.] — «Red Lips» (Skrillex Remix)
- 2019 — Хозиер — «Dinner & Diatribes»